# Вараниця Іван
Іван Вараниця (18 червня 1897, с. Кузьмин, тепер Городоцька міська громада, Хмельницька область — † 28 квітня 1974) — поручник Армії УНР, член УВО, громадський діяч у діаспорі й публіцист.

## Життєпис
Народився 18 червня 1897 року в селі Кузьмин на Хмельниччині. 
У 1917—1920-х роках брав участь у Перших Визвольних змаганнях у лавах Армії УНР. Пізніше інтернований у польських таборах, де стає членом УВО. 
Після 2-ї світової війни жив у Словаччині, Австрії, від 1948 — у Канаді.  Від 1953 року мешкає в Торонто, де розгортає активну діяльність в організаціях Українського Визвольного фронту. У 1958 році отримує позицію головного директора часопису «Гомін України». Автор статей політичного й ідеологічного змісту.
Помер 28 квітня 1974 року, похований на цвинтарі «Проспект» у Торонто.